# ماکومبر (ویرجینیای غربی)
ماکومبر (به انگلیسی: Macomber) یک منطقهٔ مسکونی در ایالات متحده آمریکا است که در شهرستان پرستون، ویرجینیای غربی واقع شده‌است. ماکومبر ۴۳۳٫۱۳ متر بالاتر از سطح دریا قرار دارد.